# مسجد مطیع
مسجد مطیع مربوط به دوره صفوی است و در یزد، محله گرد فرامرز، کوچه اصلی گردفرامرز واقع شده و این اثر در تاریخ ۱۵ دی ۱۳۸۷ با شمارهٔ ثبت ۲۴۳۷۳ به‌عنوان یکی از آثار ملی ایران به ثبت رسیده است.